# تپه در بد ۲
تپه در بد ۲ مربوط به سده‌های اولیه دوران‌های تاریخی پس از اسلام است و در شهرستان مراغه، بخش سراجو، دهستان سراجوی شرقی، روستای صومعه سفلی واقع شده و این اثر در تاریخ ۲۵ آبان ۱۳۸۷ با شمارهٔ ثبت ۲۳۶۴۳ به‌عنوان یکی از آثار ملی ایران به ثبت رسیده است.